# Смирново (Курганская область)
Смирново — село в Далматовском районе Курганской области, административный центр Смирновского сельсовета.

## География
Село расположено у впадения рек Скакун, Падун в Ольховку, левый приток Исети, в 26 километрах северо-восточнее от районного центра города Далматово (17 км по прямой), в 200 километрах к северо-западу от областного центра города Кургана (165 км по прямой).

## История
Беглый казак с Северного Урала Феодор Иванов сын Смирнов укрывался в Далматовском Успенском монастыре. В 1711 году ему дали лошадь и корову и он получил разрешение построить себе избу у впадения реки Падуна в реку Ольховку. Через три года к нему приехали жена и сын. С этого времени Смирнов должен был обрабатывать монастырскую землю, косить сено, рубить дрова. Пашенный крестьянин Федор Иванов сын Смирных жил с сыновьями Семеном, Петром, Григорием, Евдокимом. В ревизской сказке III ревизии (1763 год) в д. Смирновой отмечены дети Семена Федорова Смирных – Устин и Семен; Григорий Федоров с сыновьями Иваном, Семеном, Иокинфом и Иваном же; Сава Евдокимов Смирных.
Деревня вначале входила в Далматовский приход, затем с 1786 года в Широковсковский, а с 1863 года в Тропинский приход.
Жители деревни занимались земледелием и скотоводством. Высевали в основном зерновые, из технических культур лен, конопля. Ремесла развиты были слабо, не было в деревне ни пимокатов ни сапожников, были только портные и изготовляли кирпич, который делали летом, а зимой продавали в с. Кривское, Канаши, Параткуль, Сараткуль, продавали по 12 рублей за тысячу штук.
По состоянию на 1900 год, жители в деревне русские, православные, занимались земледелием и скотоводством, а некоторые выделкою овчин и щёток для чистки льна и обелки каменных зданий. В 1914—1915 г. стали катать валенки Тебеневы и Шайдуровы, но покатав года три, прекратили так как разорились. Было 3 лавки. Самая большая лавка была у Григория Степановича Рудных, еще была лавки у Филиппа Васильевича Зайцева и у Ивана Федоровича Харламова. Последним старостой был Бакулин П. Н.
В 1916 году деревня относилась к Широковской волости Шадринского уезда Пермской губернии.
В начале 1918 года установлена Советская власть (25 января 1918 установлена в г. Далматов). В июле 1918 года — белогвардейская власть (11 июля 1918 установлена в г. Далматов). В начале августа 1919 года вновь установлена Советская власть (1 августа в г. Далматов, 4 августа — в г. Шадринск).
В 1919 году образован Тропинский сельсовет, деревня Смирнова вошла в его состав.
В 1921 году из жителей д. Смирново была организована сельхозартель (колхоз) «Зелёный Сад». Организатором сельхозартели был житель села Смирново Харламов Николай Михайлович, он же был избран председателем артели.
В 1928 году в деревне работала начальная школа (до 3-х классов) и кооператив.
В ноябре 1930 года в Смирново была организована сельхозартель «Труженик», в 1931 году — сельхозартель имени Буденного, которая впоследствии влилась в сельхозартель «Труженик».
В конце июня 1955 года все колхозы Тропинского сельсовета: «Коминтерн» (с. Тропино), «Труженик» и «Новая жизнь» объединились в один укрупненный колхоз имени Хрущева с центральной усадьбой в селе Смирново. В 1957 году колхоз имени Хрущева был переименован в колхоз «Россия». Председателем правления колхоза был избран двадцатитысячник член партии Кудаков Михаил Александрович. Заместителем председателя был избран член партии Смирнов Н. А. В 1961 году, на общем собрании колхозников, был избран председателем колхоза «Россия» Смирнов Николай Андреевич.
22 декабря 1966 года Тропинский сельсовет переименован в Смирновский сельсовет.
18 декабря 1992 года на общем собрании уполномоченных было решено реорганизовать колхоз «Россия» в товарищество с ограниченной ответственностью «Труженик». С июля 1994 года председателем ТОО «Труженик» избран Скурихин Александр Иванович. 24 ноября 1998 года на общем собрании колхозников избран новый председатель ТОО «Труженик». Им стал главный агроном акционерного общества «Уралец» Сёмин Иван Сергеевич. 3 августа 1999 года ТОО «Труженик» преобразован в Сельскохозяйственный производственный кооператив «Россия». 22 марта 2004 года СПК «Россия» реорганизован в ООО «Смирновское». В августе 2009 года колхоз закончил своё существование, большая часть строений и техника были проданы ЧП Маслову.

## Население
| 1711 | 1869 | 1904 | 1920 | 1926 | 1989 | 2002 |
| ---- | ---- | ---- | ---- | ---- | ---- | ---- |
| 1    | ↗550 | ↗790 | ↗855 | ↗929 | ↘300 | ↘265 |
| 2010 |      |      |      |      |      |      |
| ↘199 |      |      |      |      |      |      |

Национальный состав
- По переписи населения 2002 года проживало 265 человека, из них русские — 76 %.
- По переписи 1926 года:
  - в деревне Смирнова было 172 двора с населением 929 человек (мужчин — 423, женщин — 506), все русские[5].
  - в колхозе «Зелёный Сад» было 4 двора с населением 25 человек (мужчин — 9, женщин — 16), все русские.

## Инфраструктура
В 1963 году установлен четырехгранный обелиск, увенчанный пятиконечной звездой. На гранях памятника мемориальные доски с именами земляков, погибших в годы Великой Отечественной войны. Надпись на обелиске: «Вечная слава погибшим воинам в Великую Отечественную войну 1941-1945 гг.».
| Список улиц | Список улиц | Список улиц    |
| #           | Тип         | Название       |
| ----------- | ----------- | -------------- |
| 1           | улица       | Н. А. Смирнова |
| 2           | улица       | Гагарина       |
| 3           | улица       | Молодежная     |
| 4           | улица       | Заречная       |